# Joep Brandes
Petrus Leendert Brandes (Den Haag, 26 juni 1920 – aldaar, 6 mei 1988), roepnaam Joep en ook Joek genoemd, was een Nederlands voetballer en voetbaltrainer.
Brandes speelde vanaf zijn achttiende als aanvaller voor DUNO, VUC (1942-1944) en SC 't Gooi (hij was eerst onderduiker in die regio). In maart 1946 kwam hij bij Feijenoord. Daar debuteerde de aanvaller op 19 januari 1947 in de thuiswedstrijd tegen VSV. Brandes ging in 1950 professioneel spelen in Frankrijk bij achtereenvolgens Olympique Nîmes en Montpellier HSC. Vanaf 1954 speelde hij nog voor Be Quick. Daar speelde hij nog een jaartje samen met zijn oud-ploeggenoot Arie de Vroet die als speler-trainer fungeerde. Naast het voetbal was hij lang werkzaam bij het Ministerie van Marine.
Hij speelde in 1949 drie wedstrijden voor het Nederlands voetbalelftal, waarbij hij één doelpunt maakte. Brandes werd trainer, hij haalde zijn licentie in Frankrijk, en werkte onder meer bij Enschedese Boys (1956–1957), Zwartemeer (1957–1961), Helmondia '55 (1964–1967), Zwolsche Boys (1967–1968), PEC (1968–1969) en Eindhoven (1969–1970), vanaf 1974 wederom bij Zwolsche Boys, dat inmiddels een amateurclub geworden was, en VV Gemert.